# Koroncó
Koroncó ist eine ungarische Gemeinde im Kreis Győr im Komitat Győr-Moson-Sopron. Zur Gemeinde gehören die Ortsteile Haraszt und Zöldmajor.

## Geografische Lage
Koroncó liegt dreizehn Kilometer südwestlich des Zentrums des Komitatssitzes und der Kreisstadt Győr am rechten Ufer des Flusses Marcal. Der Ort wird zweigeteilt durch den Fluss Sokorói-Bakomy-ér. Der größte Teil des Gemeindegebietes ist Ackerland, daneben gibt es Waldgebiete, Weinberge und Obstgärten. Nachbargemeinden sind Rábapatona, Győrszemere, Tét, Rábaszentmihály und Mérges.

## Geschichte
Die erste schriftliche Erwähnung der Siedlung stammt aus dem Jahr 1207. Nach archivalischen Aufzeichnungen war der Ort im Mittelalter Eigentum des Győrer Domkapitels und mehrerer Adliger. Im Jahr 1913 gab es in der damaligen Kleingemeinde 227 Häuser und 1587 Einwohner auf einer Fläche von 4669  Katastraljochen. Sie gehörte zu dieser Zeit zum Bezirk Sokoróalja im Komitat Győr.

## Gemeindepartnerschaften
- Sâncrai (Harghita), Rumänien, seit 1990

## Sehenswürdigkeiten
- Kruzifix
- Nepomuki-Szent-János-Statue
- Römisch-katholische Kirche Szent Anna, erbaut 1747 im barocken Stil, um 1880 erweitert
- Römisch-katholische Kapelle Szent Cirill és Metód, im Ortsteil Haraszt
- Weltkriegsdenkmal

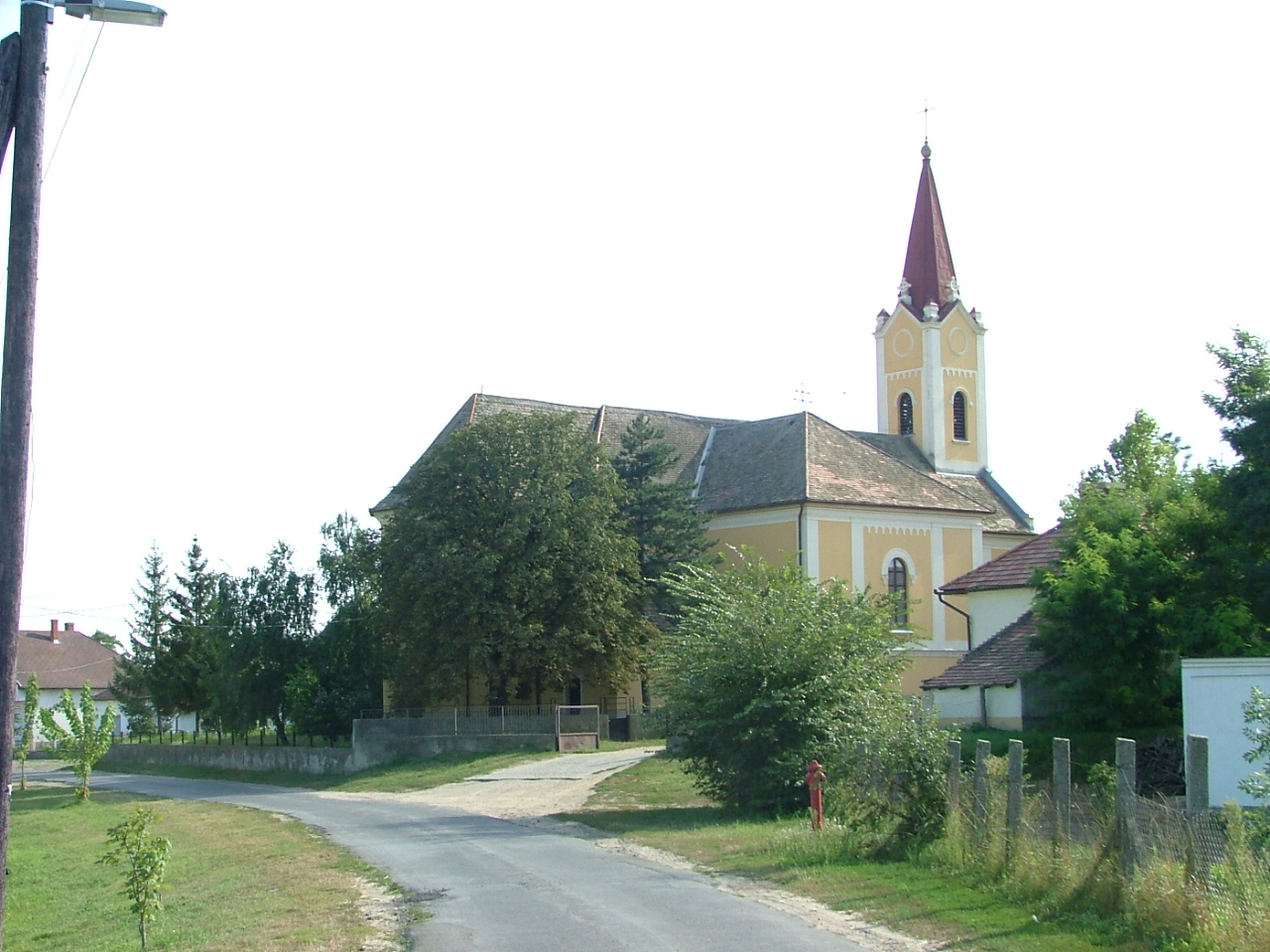
Römisch-katholische Kirche Szent Anna
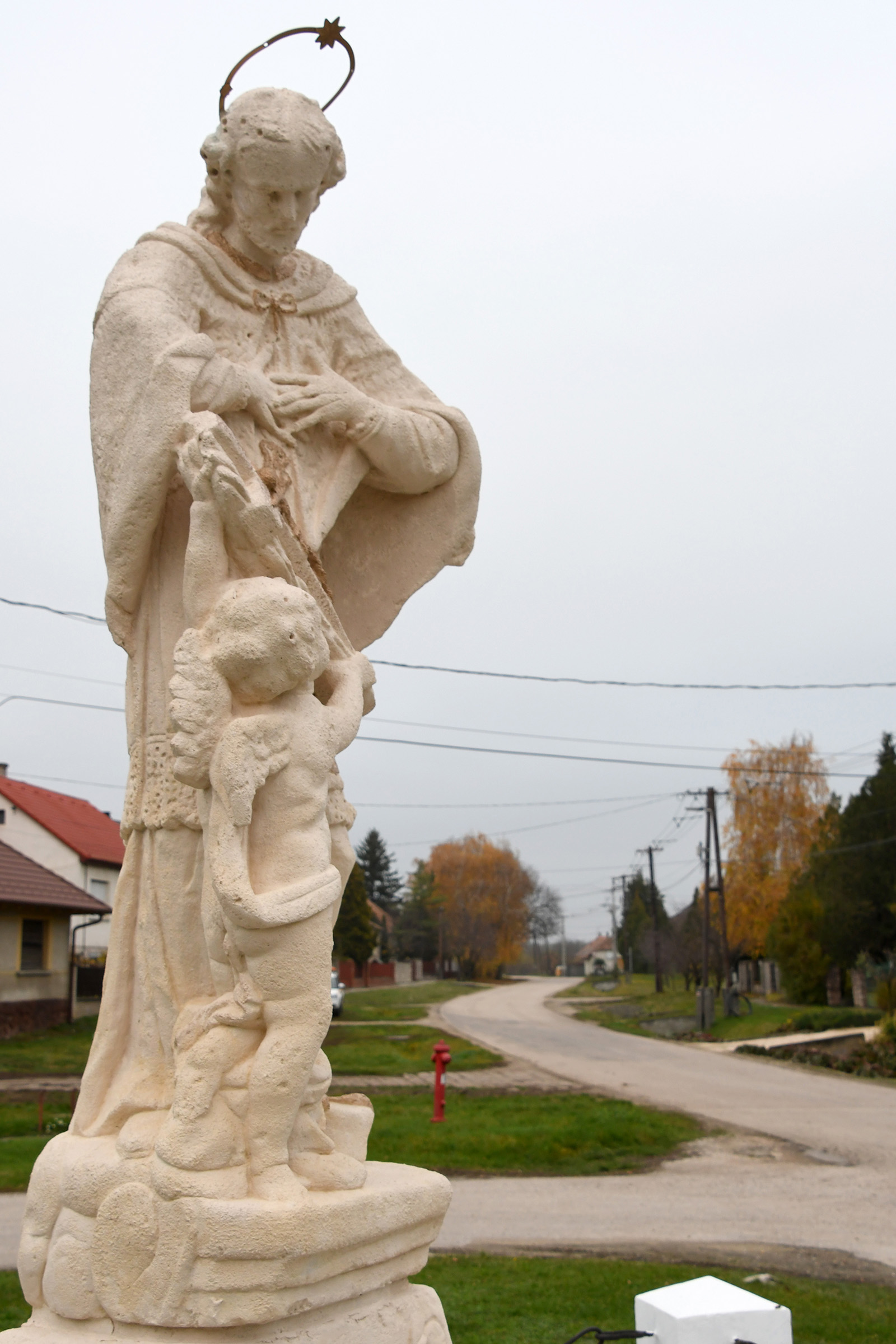
Nepomuki-Szent-János-Statue
Bürgermeisteramt
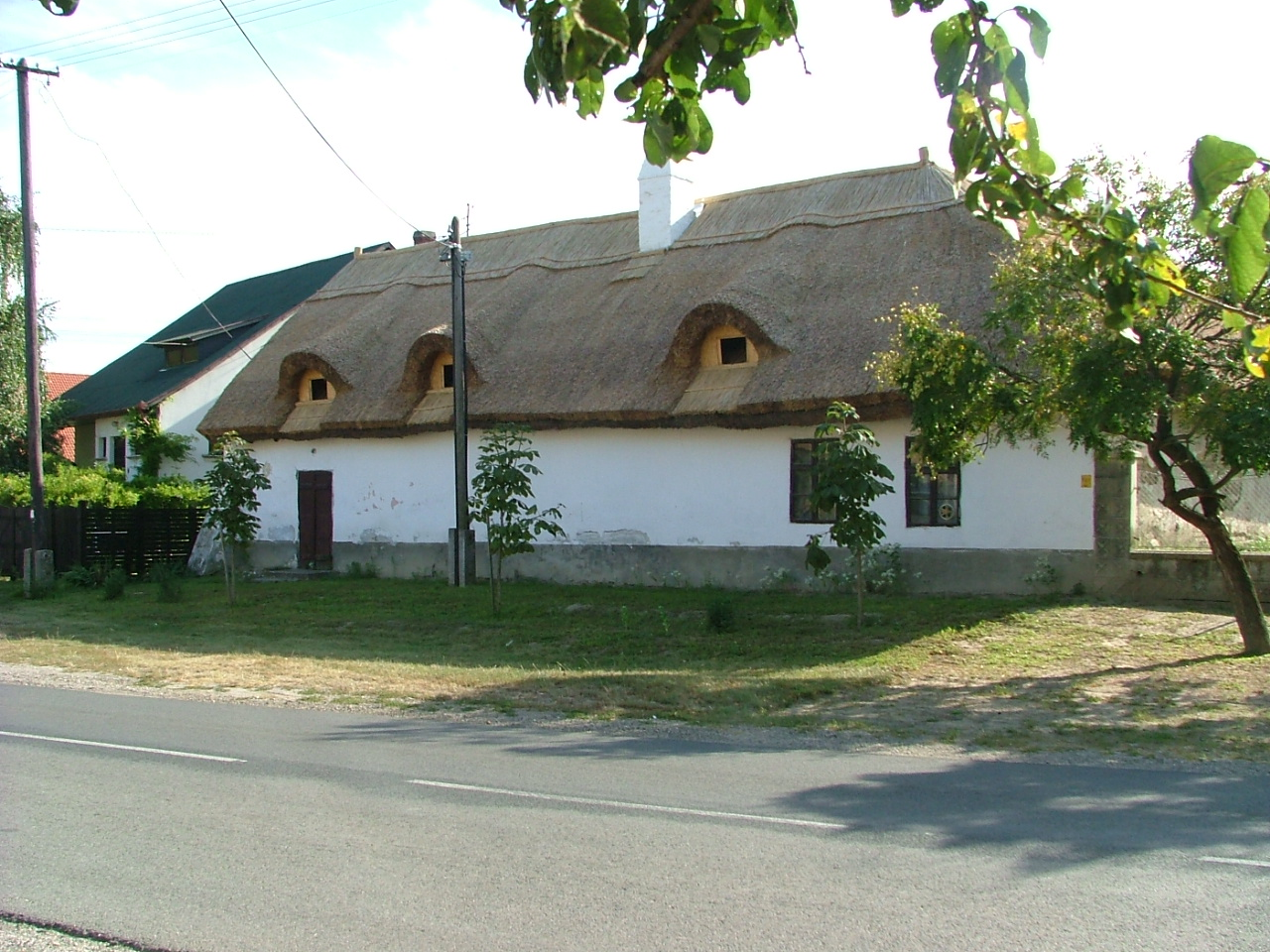
Traditionelles Wohnhaus mit Reetdach

## Verkehr
Durch Koroncó verläuft die Landstraße Nr. 8418. Es bestehen Busverbindungen nach Győr, wo sich der nächstgelegene Bahnhof befindet.